# チョコQ
チョコQ（チョコキュー）は、タカラ（現在のタカラトミー）が発売した食品玩具（食玩）。玩具付きチョコレート菓子である。

## 商品の概要
フルタ製菓と袂を分かった模型メーカーの海洋堂が新たにタカラと提携して商品化したものである。チョコエッグと同様に中が空洞になった卵型のチョコレートの中のカプセルにABS樹脂で成型された組みたて式のフィギュアが入っている。
海洋堂はチョコエッグの成功以降、様々な動物フィギュア（厳密には動物ミニチュア）食玩をリリースしてきた（後述）。海洋堂が関与したチョコエッグの日本の動物とペット動物シリーズには「アニマテイルズ」というカテゴリーが与えられ、チョコQはアニマテイルズの日本の動物とペット動物の続きとして製作された。フィギュアのナンバーもチョコエッグから継続している。
これら動物フィギュア全ては1991年にニューヨーク自然史博物館の依頼で恐竜モデルを製作した松村しのぶが企画している。チョコQに関しては松村は全てのフィギュアの原型の製作も手がけている。ペット動物の他にTBSの『どうぶつ奇想天外!』と提携した、奇想天外編も1シリーズ出ている（海洋堂#ノンキャラクターの模索～チョコエッグの時代も参照）。
2005年にオープンした、滋賀県長浜市の「海洋堂フィギュアミュージアム黒壁」でアニマテイルズの原型をレジンで複製した完成品フィギュア『琵琶湖ネイチャーミュージアム』が売られている。オオワシ、ビワコオオナマズ、コハクチョウ、オオクチバス、ニホンアマガエルの5種（コハクチョウのみ週間天然記念物の原型流用）でABS樹脂で金型整形されたチョコQフィギュアよりも細部の表現が細密である。
2006年、チョコQを発売していたタカラは、トミーと合併しタカラトミーとなり「チョコQアニマテイルズ　日本の動物11」はなし崩し的に系列の「すばる堂」から出ることになった。この件もありアニマテイルズは一度し切り直すことが決められた。
2006年3月27日に発売された第11弾を最後に、その後新製品は出ていない。
「シークレット」は、チョコエッグ第3弾から入れられたものである。チョコQではチョコエッグ時代の「シークレット」全てを塗装を変えて再発売した。
「海洋堂マニアックス」において、海洋堂の食玩の中でもこれだけは続ける意向が記述されている。

## 日本の動物であること
アニマテイルズの日本の動物シリーズは「食玩ブームの火付け役となった」と言われる反面、その中身についてあまり語られていない。元々はオーストラリアの食玩ヤウイのフィギュアがオーストラリアの動物であったことに対抗しただけであるとされる。結果的にその大雑把な企画は動物関連の知識に詳しい担当の松村しのぶを経て「日本に生息している動物は哺乳類から無脊椎動物や深海生物に至るまでフィギュア化」という非常にマニアックな企画になり、そこが本当の動物マニアの嗜好を刺激したのである。
以後の食玩動物フィギュアのほとんどが犬などの愛玩動物かアフリカの動物などであり「日本の動物」という企画は他社に於いては2013年の奇譚クラブのネイチャーテクニカラー『日本のいきもの』で商品化したのみである。

## 雑誌展開
当初（チョコエッグ時代）、模型業界およびフィギュア業界からは限りなく黙殺という形で、相手にされていなかったアニマテイルズを取り上げたのは小学館のアウトドア雑誌『BE-PAL』であった。元々読者の反響の強さから、取り上げたと見られ、シークレット投入直前の第2弾発売時期に特集を組み、商品化アンケートを集計し、そこからラインナップの一部が決められた。
その後ブームになり、関連書籍は数々出たが、ビーパル編集部が本誌での特集と平行して刊行した『チョコエッグ百科』は本物の動物の写真掲載など他誌よりも詳細な本であった。同編集部は、メーカー移籍後に唯一『チョコQ百科』を刊行している。
なお、第1弾発売直前に模型雑誌『ホビージャパン』で松村の連載があった手前、発売前に原型が完成していた第1弾、第2弾ラインナップの掲載と商品化アンケートを募集したが、結果が発表されることはなく、以後1年半の間アニマテイルズを取り上げることはなかった。
ブーム時には様々な雑誌に取り上げられたが、中でも異色なことに『別冊GON』で一度だけ特集が組まれている。その特集には海洋堂の歴史に触れた記述もあった。

## チョコQとアニマテイルズの一覧
- チョコQ
  - 日本の動物
  - ペット動物
  - 動物奇想天外
- レッドデータアニマルズ-販売フルタ製菓
  - ユーラシア、北アフリカ編
- 週刊 日本の天然記念物-小学館、フィギュア付き書籍
- ヘラクレスオオカブト-2002年小学二年生付録、既存のシリーズ外で製作されたフィギュア。
- 大物産展シリーズ-サッポロビールのビールおよび発泡酒にコンビニ限定で付属するフィギュアの一部（このシリーズにはアクアテイルズも含まれる）
- カプセルQミュージアム

## 海洋堂製フィギュアシリーズの一覧
- アクアテイルズ（海洋生物）ダイドードリンコ「MIU」、グリコ「黒潮コメッコ」他。
- ダイノテイルズ（恐竜、古代生物）UHA味覚糖「チョコラザウルス」他）
- バードテイルズ（鳥の巣、森林の生物）サントリー「南アルプスの天然水」
- パンツァーテイルズ（戦車）「ワールドタンクミュージアム」※動物ではない。